# オート＝バニオ県
オート＝バニオ県（フランス語: Departement de la Haute-Banio）は、ガボン・ニャンガ州の県。県都はンディンディ。名称は県内にあるバニオ潟に由来する。1975年12月18日に設置。
面積1,541km2、人口は1,413人（2013年国勢調査）でコモ＝オセアン県に次いで少ない。

## 下位区画
2つのカントン（郡）と1つのコミューン（基礎自治体）から成る。
| 名称         | 現地語名          | 人口 （2013年） |
| ------------ | ----------------- | --------------- |
| ラギューヌ郡 | Canton Lagune     | 58              |
| ロジビ郡     | Canton Louzibi    | 245             |
| ンディンディ | Commune de Ndindi | 1,110           |